# Rudolf Schaper (Jurist)

Rudolf Schaper

Rudolf Schaper (* 15. Juli 1881 in Springe; † 22. Dezember 1945 im Speziallager Nr. 8 Torgau (Fort Zinna)) war ein deutscher Politiker (NSDAP), Rechtsanwalt und Notar.

## Leben und Wirken
Nach dem Besuch von Gymnasien in Braunschweig und in Herford studierte Schaper Rechts- und Staatswissenschaften in Kiel, Heidelberg und Göttingen. In Heidelberg war er Mitglied des Corps Rhenania. Im Jahr 1905 legte er das Referendar-Examen ab, um anschließend für ein Jahr als Freiwilliger in ein Feldartillerie-Regiment einzutreten. Im Jahr 1911 folgte sein Assessor-Examen. Danach ließ er sich als Rechtsanwalt und Notar in Magdeburg nieder.
Von 1914 bis 1918 nahm Schaper am Ersten Weltkrieg teil, zuletzt im Rang eines Leutnants der Reserve. Nach dem Krieg kehrte er in seinen Beruf als Rechtsanwalt und Notar zurück. Politisch begann er sich im Jahr 1919 im Stahlhelm zu engagieren, bei dem er Ortsgruppenführer in Magdeburg wurde. Außerdem wurde er in den Bundesvorstand des Stahlhelm aufgenommen. Am 1. April 1926 trat Schaper in die NSDAP ein, in der er nicht weiter hervortrat.
Von November 1933 bis zum Ende der NS-Herrschaft im Frühjahr 1945 saß Schaper zudem auf Reichswahlvorschlag als Abgeordneter im nationalsozialistischen Reichstag.
Im August 1945 wurde Schaper durch die sowjetische Besatzungsmacht in Magdeburg festgenommen und als aktives Mitglied der faschistischen Partei in das Speziallager Nr. 8 in Torgau eingeliefert, wo er am 22. Dezember 1945 verstarb.